# Лебедев, Алексей Иванович (протоиерей)
Алексей Иванович Лебедев (1800—1878) — русский священнослужитель, протоиерей Русской православной церкви, настоятель Хотькова девичьего монастыря.

## Биография
Родился в 1800 году в семье причетника села Мышенского, Серпуховского уезда, Московской губернии.
Семилетним мальчиком, умевшим хорошо читать и петь по нотам, отдан в научение к своему дяде, московскому диакону Петру Алексеевичу Лебедеву, который обучал его русской грамматике, церковной истории, латинскому и отчасти французскому языкам, особенно же арифметике.
В 9 лет Лебедев поступил в Славяно-греко-латинскую академию в третий класс грамматики; на следующий год перешёл в класс синтаксиса. От Рогожской, где жил его дядя, до академии было около пяти вёрст и потому ходить ему в академию было затруднительно, особенно в зимнее время. В 1812 году обучения в связи с войной не было. Оно возобновилось с 1813 года, а в 1814 году Славяно-греко-латинскую академию закрыли, а вместо неё открыли семинарию в Перервинском монастыре, отстоявшем от Москвы в семи верстах, в связи с чем ученики первых четырёх классов были распределены по уездным училищам. Как уроженец Серпуховского уезда, Лебедев был направлен в Коломенское духовное училище. Через два года он начал учиться в Перервинской семинарии.
По окончании курса в семинарии в 1824 году определён священником в село Васильевское под Коломной. В 1835 году Лебедев перешёл к Вознесенской церкви в Троице-Сергиев посад, а в конце 1840-х годов в Хотьков монастырь.
Скончался в 1878 году.
Напечатанные «Семейные воспоминания Алексея Ивановича Лебедева» живо рисуют школьную жизнь того времени, быт и нравы не только сельского духовенства, но и общества и сообщают интересные факты об Отечественной войне 1812 года.